# Remedios (ort i Kuba)
Remedios är en ort i Kuba.   Den ligger i provinsen Provincia de Villa Clara, i den centrala delen av landet, 300 km öster om huvudstaden Havanna. Remedios ligger 22 meter över havet och antalet invånare är 34 108.
Terrängen runt Remedios är platt. Runt Remedios är det ganska tätbefolkat, med 70 invånare per kvadratkilometer. Närmaste större samhälle är Caibarién, 8,6 km öster om Remedios. Omgivningarna runt Remedios är en mosaik av jordbruksmark och naturlig växtlighet.